# 狩勝號列車
狩勝（日语： Karikachi */?）是由北海道旅客鐵道營運的快速列車。行走根室本線瀧川站、旭川站 - 富良野站 - 帶廣站之間，在2016年（平成28年）8月，由於受到熱帶風暴蒲公英及獅子山影響，根室本線東鹿越站至新得站之間暫停營運，導致狩勝號列車現時只有根室本線瀧川站至東鹿越站之間以及新得站至帶廣站之間各一班下行列車繼續營運。

## 快速「狩勝」

### 概要
在1990年（平成2年）9月1日，急行「狩勝」廢止，當時瀧川站至帶廣站之間。同時，與快速「十勝」旭川站至帶廣站之間合併成為快速「狩勝」。除後，「十勝」這列車愛稱被編排至當時特急「大空」中，札幌站至帶廣站之間之班次，名為特急「十勝」（日语： Tokachi */?）。由於受到熱帶風暴蒲公英及獅子山影響，根室本線東鹿越站至新得站之間暫停營運，在2018年4月20日，「狩勝」來往旭川之班次廢止，「狩勝」只有來往瀧川之班次，並分成瀧川往東鹿越及新得往池田兩段區間。

#### 列車名的由來
列車名是來自十勝與石狩之間的國境狩勝峠。

### 運行狀況

#### 現在
直至2018年（平成30年）6月20日，快速「狩勝」一班列車由瀧川站前往東鹿越站，需時約1小時53分鐘，除後接駁代行巴士前往新得站，再接駁一班快速「狩勝」列車由新得站前往帶廣站，需時約51分。在帶廣站停車30分鐘，等待特急「超級大空11號」追越，在帶廣站後變成普通列車前往池田站。整段瀧川站往帶廣站的所需時間為3小時58分鐘（包括轉乘代行巴士），與分割成兩段列車前的分別不大。

##### 停車站
瀧川站出發前往東鹿越

瀧川站 → 赤平站 → 茂尻站 → 蘆別站 → 上蘆別站 → 野花南站 → 富良野站 → 布部站 → 山部站 → 下金山站 → 金山站 → 東鹿越站
新得站出發前往池田站（帶廣站至池田站之間為普通列車）

新得站 → 十勝清水站 → 芽室站 → 帶廣站 → 札內站 → 幕別站 → 利別站 → 池田站

##### 使用車輛
- KiHa 40系柴聯車

#### 過去
在2016年（平成28年）3月26日的時間表修正時，快速「狩勝」的運行狀況是：
來往瀧川站之班次
瀧川站→帶廣站之間需時約3小時58分鐘，1日單向1班。終點站為池田站（帶廣站至池田站之間為普通列車）。
來往旭川站之班次
旭川站至帶廣站之間約3小時40分鐘，1日1往返班次。
在富良野線（旭川站 - 富良野站）內為普通列車。
上下行列車不停西中站、薰衣草花田站（臨時站）、鹿討站和學田站，而上行往旭川列車另外不停北美瑛站、西聖和站和西瑞穗站。

##### 停車站
來往瀧川站之班次（帶廣站至池田站之間為普通列車）

瀧川站 → 赤平站 → 茂尻站 → 蘆別站 → 上蘆別站 → 野花南站 → 富良野站 → 布部站 → 山部站 → 下金山站 → 金山站 → 東鹿越站 → 幾寅站 → 落合站 → 新得站 → 十勝清水站 → 芽室站 → 帶廣站 → 札內站 → 幕別站 → 利別站 → 池田站
來往旭川站之班次（旭川站至富良野駅之間為普通列車）

旭川站 - 神樂岡站 - 綠丘站 - 西御料站 - （西瑞穗站） - 西神樂站 - （西聖和站） - 千代岡站 - （北美瑛站） -  美瑛站 - 美馬牛站 - 上富良野站 - 中富良野站 - 富良野站 - 山部站 - 金山站 - 幾寅站 - 落合站 - 新得站 - 十勝清水站 - 御影站 - 芽室站 - （西帶廣站） - 帶廣站
下行往帶廣班次加停括號內之車站

##### 使用車輛
- KiHa 40系柴聯車（來往瀧川站之班次）
- KiHa 150系柴聯車（來往旭川站之班次）

### 沿革
- 1990年（平成2年）9月1日：急行「狩勝」降級為快速列車，急行「狩勝」廃止[1]。同日，快速「十勝」改名為「狩勝」。快速「狩勝」列車當日起行走瀧川站・旭川站至帶廣站之間。
- 不詳：臨時快速「帶廣假日」開始運行。
- 1995年（平成7年）7月1日：臨時快速「旭川假日」開始運行[2]。
兩列車在，春假、日本黃金周和暑假期間運行。下行為（往帶廣）是「帶廣假日」、上行為（往旭川）是「旭川假日」，下行列車在旭川站於上午出發，上行列車於帶廣站在下午出發。
- 1997年（平成9年）：下行「帶廣假日」於旭川站改由下午，上行「旭川假日」於帶廣站改由上午出發。使用快速「狩勝」列車。除外，上行列車美瑛站至旭川站之間改為各站停車。
  - 當時「旭川假日」和「帶廣假日」的停車站
旭川站 - 美瑛站 - 富良野站 - 山部站 - 幾寅站 - 新得站 - 十勝清水站 - 芽室站 - 帶廣站
    - 「旭川假日」在美瑛站至旭川站之間各站停車。
- 2003年（平成15年）1月5日：由於利用人數低迷，「旭川假日」和「帶廣假日」停運。
- 2016年（平成28年）3月26日：由於時間表修正，普通列車減班影響，帶廣站至瀧川站之間的快速「狩勝」上行1班廢止，帶廣站至新得站之間降級為普通列車。快速「狩勝」來往瀧川班次只向單向，由瀧川出發[報道 1][報道 2]。

## 急行「狩勝」

### 概要
在1950年（昭和25年）10月1日，急行「狩勝」的前身，行走函館站至釧路站之間（經函館本線、根室本線）的準急405・406列車開始運行。當初小樽站至釧路站之間為普通列車。在1955年（昭和30年）6月1日，列車編號改為407・408列車，同時全段區間變為準急列車，並與來往網走站（經石北本線）串掛運行。當時，此列車在函館本線內曾經為夜行列車。除後在1958年（昭和33年）7月15日，來往釧路之班次付上列車愛稱「狩勝」（日语： Karikachi */?）。
在1961年（昭和36年）4月15日，列車使用KiHa 56系柴聯車，並升格為急行列車，行走區間改為札幌站至釧路站之間。同年6月15日，增加1往返每日運行季節性列車班次（下行2號、上行1號）來往函館站至根室站之間（經函館本線）。此1往返班次的行走路線於同年10月1日改為函館站至釧路站（經室蘭本線、千歲線）並改名為急行「摩周」。
在1962年（昭和37年）5月1日，增加1往返班次，使急行「狩勝」共2往返班次，增加的1往返班次中部分車廂會經富良野線前往旭川站。同年10月1日，列車行走區間為札幌站・旭川站 - 釧路站之間（經富良野線）。
在1968年（昭和43年）10月1日，急行「毬藻」、「阿寒」、「十勝」整合至急行「狩勝」。
在1972年（昭和47年）3月15日，2號下行列車札幌站往根室站之間中，釧路站至根室站區間分離為「納沙布」號列車。在1975年（昭和50年）7月18日，下行1號和上行2號列車在旭川站至富良野站區間降級為普通列車。在1978年（昭和53年）10月2日，急行「二世古」上行2號在根室站→函館站區間整合至急行「狩勝」。包含夜行列車，急行「狩勝」一共有4往返班次。在1980年（昭和55年）10月1日，因應小樽站至釧路站之間的夜行普通列車「落葉松」廢止，夜行列車開始連結普通車自由席。同時，不再行走來往旭川站（經富良野線）的班次。
在1981年（昭和56年）10月1日，由於石勝線開業，札幌站至帶廣站之間日間1往返班次與札幌站至釧路站之間夜行1往返班次改經石勝線，並改名為「毬藻」。在此之後，急行「狩勝」行走札幌站至釧路站之間（經瀧川站，上行1班延長至根室出發）共2往返班次。在1982年（昭和57年）11月15日，1往返班次再次連結車廂往來旭川站（經富良野線）を再度連結，在富良野線內為普通列車。
除後，因應連接札幌站 - 帶廣站 - 釧路站之間廣域運輸乘客開始多使用石勝線，而急行「狩勝」開始削減班次。在1984年（昭和59年）2月1日，根室站往札幌站運行的列車中根室站至釧路站區間分離至「納沙布」號列車。使急行「狩勝」1往返班次變為來往札幌站至釧路駅之間，帶廣站至釧路站之間為普通列車。在1986年（昭和61年）11月1日，急行「狩勝」的1往返班次廢止，剩下班次來往札幌站至釧路站之間（帶廣站至釧路站之間為普通列車）。
1990年（平成2年）9月1日，列車降級至快速列車，急行「狩勝」廢止。

### 運行狀況

#### 停車站
來往旭川之列車（未降級至普通列車前）的停車站
旭川站 - 美瑛站 - 上富良野站 - 富良野站
來往札幌之列車（未降級至快速列車前）的停車站
札幌站 - 岩見澤站 - 美唄站 - 砂川站 - 瀧川站 - 赤平站 - 蘆別站 - 富良野站 - 山部站 - 幾寅站 - 新得站 - 十勝清水站 - 芽室站 - 帶廣站 - （各站停車） - 釧路站
- 帶廣站至釧路站之間為普通列車。
- 在國鐵時代，列車加停茂尻站、上蘆別站。

#### 使用車輛
- KiHa56系柴聯車（急行列車當時）

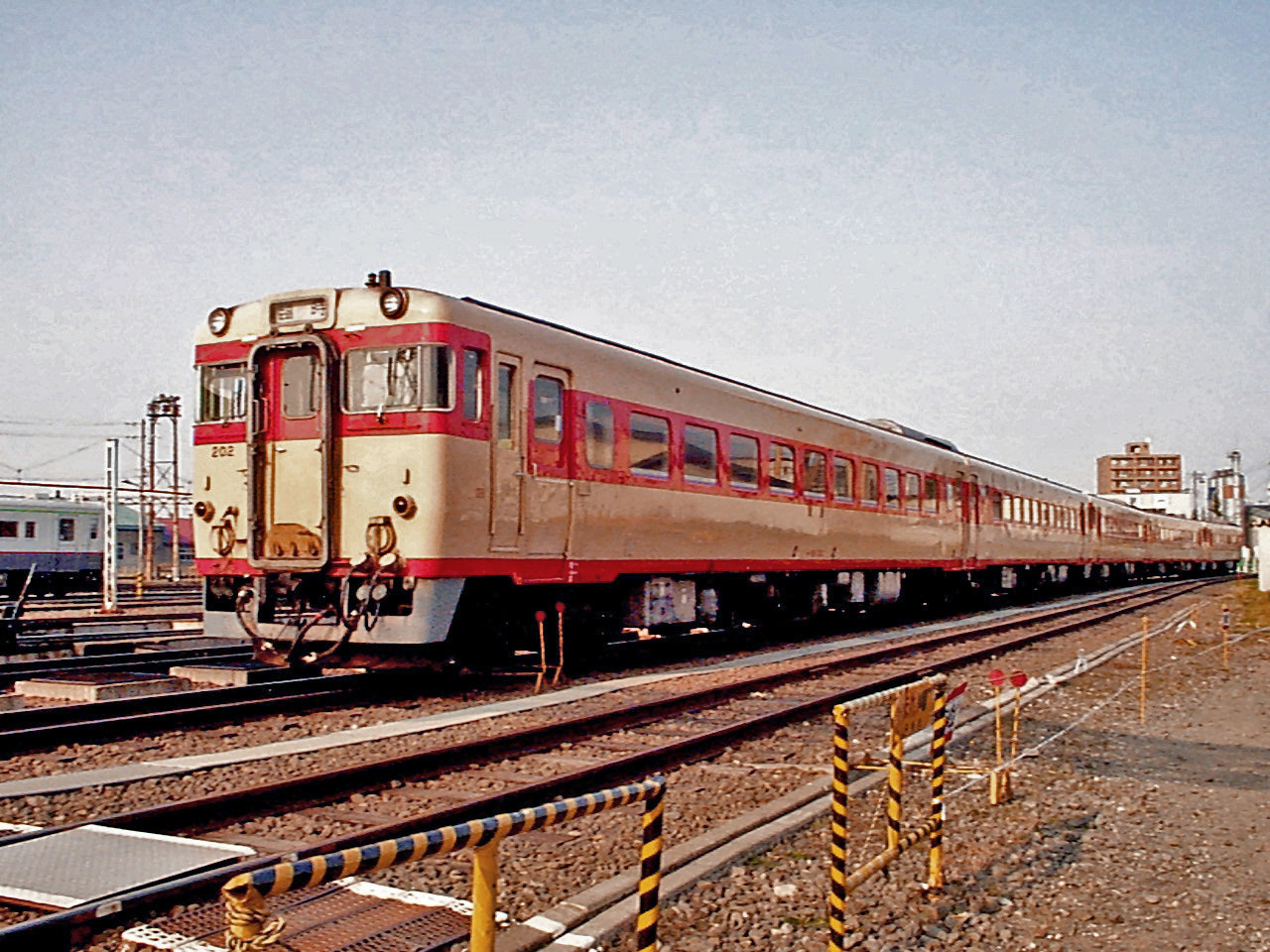
急行列車當時的KiHa 56形

### 沿革
- 1950年（昭和25年）10月1日：函館站至釧路站之間（經函館本線、根室本線）的準急列車設定為405・406列車。此列車在小樽站以東路段為普通列車。
- 1955年（昭和30年）6月1日：405・406列車列車編號改為407・408列車，全區間設定為準急列車。同時開始與來往網走站（經石北本線）列車連結。而列車在函館本線內為夜行列車。
- 1958年（昭和33年）7月15日：407・408列車中往來釧路站的列車付上列車名「狩勝」[1]。
- 1961年（昭和36年）
  - 4月15日：急行「狩勝」號列車導入56系柴聯車，並升格至急行列車。同時，行走區間改為札幌站至釧路站之間（經函館本線、根室本線）[1]。
  - 6月15日：增加一每日行走的季節性列車往返班次（下行2號、上行1號）行走函館站至根室站（經函館本線、根室本線）之間。
  - 10月1日：毎日行走的季節性列車急行「狩勝」下行2号、上行1號廢止。同時將廢止班次設定為急行「摩周」（日语： Mashū */?）行走函館站 - 札幌站 - 釧路站之間（經函館本線、室蘭本線、千歲線、根室本線）。急行「狩勝」與來往稚內（經宗谷本線）的急行「宗谷」及來往網走（經石北本線）的急行「鄂霍次克」串掛運輸。
- 1962年（昭和37年）
  - 2月1日：行走札幌站 - 瀧川站 - 帶廣站之間的急行「十勝」（日语： Tokachi */?）開始運行[1]。
  - 5月1日：急行「狩勝」增加1往返班次至2往返班次，當中1往返班次部分車廂經富良野線來往旭川站。
  - 10月1日：急行「狩勝」1往返班次升格至特急「大空」。使急行「狩勝」行走札幌站、旭川站 - 釧路站之間（經富良野線）。
- 1963年（昭和38年）6月1日：來往札幌站 - 根室站之間的列車命名為急行「阿寒」（日语： Akan */?）[1]。
- 1964年（昭和39年）10月1日：急行「摩周」升格至特急「大鳥」[1][4][5][6]。
- 1967年（昭和42年）10月1日：急行「十勝」開始連結頭等車廂。
- 1968年（昭和43年）10月1日：在4・3・10（日语：ヨンサントオ）時間表修正後，日間運行之急行「十勝」，夜行運行之急行「毬藻」、「阿寒」整合至急行「狩勝」[1][報道 3]。當時，急行「二世谷快車」運行根室站→函館站之間（經函館本線、根室本線）上行1班（3號），而急行「狩勝」則有下行3班、上行2班。
- 1972年（昭和47年）3月15日：在時間表修正後，下行急行「狩勝」2號札幌站→根室站中釧路站→根室站區間分離為急行「納沙布」。
- 1975年（昭和50年）7月18日：急行「狩勝」下行1號、上行2号在旭川站至富良野站之間降級為普通列車。
  - 降級前該區間的停車站：旭川站 - 美瑛站 - 上富良野站 - 富良野站
- 1978年（昭和53年）10月2日：時間表修正後，急行「二世古」上行2號中根室站→函館站區間分離，列入急行「狩勝」班次，增加上行1班。在此之後，急行「狩勝」共有4往返班次（包含夜行列車）。
- 1980年（昭和55年）10月1日：急行「狩勝」不再來往旭川站（經富良野線）。
- 1981年（昭和56年）10月1日：隨石勝線開業[3][新聞 1]及時間表修正，急行「狩勝」行走札幌站至帶廣站之間的列車及札幌站至釧路站之間的夜行列車改經石勝線，並改名為急行「毬藻」[1][報道 3]。在此之後，急行「狩勝」札幌站至釧路站之間（經瀧川站，上行1班延長根室出發）共有2往返班次。
- 1982年（昭和57年）11月15日：在時間表修正後，急行「狩勝」的1往返班次再次連結來往旭川站（經富良野線）的車廂。但是在富良野線內為普通列車。
- 1984年（昭和59年）2月1日：在時間表修正後，急行「狩勝」上行一班根室站往札幌站中根室站至釧路站區間分離至急行「納沙布」。除外，1往返班次縮短班次至行走札幌站至帶廣站之間，帶廣站至釧路站之間降級為普通列車。
- 1986年（昭和61年）11月1日：在國鐵最後時間表修正後，急行「狩勝」來往旭川站、瀧川站 - 帶廣站之間（經富良野線）之1往返班次降級至快速列車，改名為「十勝」。急行「狩勝」只剩下1往返班次，來往札幌站至釧路站之間（帶廣站至釧路站之間為普通列車）。而「狩勝」在幕別站、豊頃站的停車站為優等列車通過站。
- 1987年（昭和62年）4月1日：伴隨國鐵分割民營化，列車由北海道旅客鐵道（JR北海道）運行。
- 1990年（平成2年）9月1日：急行「狩勝」降級至快速列車，急行「狩勝」廢止[1]。

## 注腳
1. 1 2 3 4 5 6 7 8 9 10 11 12 13 14 15 16  『特急・急行トレインマーク図鑑』 12頁
2. ↑  金野春夫, 『札幌駅 116年の軌跡』, JR北海道Agent, 1996年12月, 229頁.
3. 1 2  『写真で見る北海道の鉄道』 上卷 國鐵・JR線 82-83頁
4. ↑  『特急・急行トレインマーク図鑑』 14頁
5. ↑  『特急・急行トレインマーク図鑑』 13頁
6. ↑  『鉄道ジャーナル』 通卷242號 24頁

### 報道發表資料
1. ↑   (PDF) (新闻稿). 北海道旅客鐵道. 2015-11-27  [2015-11-28]. （原始内容存档 (PDF)于2015年11月28日）.
2. ↑   (PDF) (新闻稿). 北海道旅客鐵道. 2016-02-08  [2016-02-09]. （原始内容 (PDF)存档于2016年2月9日）.
3. 1 2 3 4   (PDF) (新闻稿). 北海道旅客鐵道. 2008-04-18  [2008-09-16]. （原始内容存档 (PDF)于2008年9月16日）.

### 新聞
1. 1 2  . 北海道新聞（フォト海道） (北海道新聞社). 1981-10-01  [2015-10-18]. （原始内容存档于2015-10-18）.

### 書籍
- 田中和夫（監修）. . 上卷 國鐵・JR線. 北海道新聞社（編集）. 2002-07-15: 82–83. ISBN 978-4-89453-220-5. ISBN 4-89453-220-4.
- 鼠入昌史・松原一己（著作）. . 雙葉社. 2015-08-23: 12–14. ISBN 978-4-575-30931-7. ISBN 4-575-30931-1.

### 雜誌
- 鉄道ジャーナル社（日语：鉄道ジャーナル#鉄道ジャーナル社）（編集、發行）. . 鉄道ジャーナル社（日语：鉄道ジャーナル） (成美堂出版). 1987-02-01, 21 (第2號（通卷242號）): 24頁. ISSN 0288-2337.